# Provincia di Tissemsilt
La provincia di Tissemsilt (in arabo: ولاية تسمسيل) è una delle 58 province dell'Algeria. Prende il nome dal suo capoluogo Tissemsilt. Altre località della provincia sono Larbaa e Theniet El Had.

## Popolazione
La provincia conta 294.476 abitanti, di cui 149.434 di genere maschile e 145.042 di genere femminile, con un tasso di crescita dal 1998 al 2008 dell'1.1%.

## Geografia antropica

### Suddivisioni amministrative
La provincia è suddivisa in 8 distretti, a loro volta suddivisi in 22 comuni.

1. Ammari•
2. Bordj Bou Naama•
3. Bordj El Emir Abdelkader•
4. Khemisti•
5. Lardjem•
6. Lazharia•
7. Theniet El Had•
8. Tissemsilt

| Distretto                | Comuni                                                     |
| ------------------------ | ---------------------------------------------------------- |
| Ammari                   | Ammari · Maacem · Sidi Abed                                |
| Bordj Bou Naama          | Bordj Bou Naama · Beni Chaib · Beni Lahcene · Sidi Slimane |
| Bordj El Emir Abdelkader | Bordj El Emir Abdelkader · Youssoufia                      |
| Khemisti                 | Khemisti · Layoune                                         |
| Lardjem                  | Lardjem · Melaab · Sidi Lantri · Tamalaht                  |
| Lazharia                 | Lazharia · Boucaid · Larbaâ                                |
| Theniet El Had           | Theniet El Had · Sidi Boutouchent                          |
| Tissemsilt               | Tissemsilt · Ouled Bessem                                  |